# Notitia de actoribus regis
El Notitia de actoribus regis ("Aviso respecto de los administradores reales") fue una serie de seis decretos (praecepta) promulgados por el rey de Italia, Liutprando alrededor de 733. En conjunto  "detallaron los deberes y responsabilidades de los hombres elegidos para administrar las curtes reales", los llamados actores en el edicto. Liutprando fue un legislador prolífico que además del Notitia,  añadió 152 títulos al Edictum Rothari de su predecesor. El Notitia es "esencialmente un antecesor del capitulario carolingio".
El término latino curtis (en plural curtes) originalmente denotaba "un complejo inmobiliario con tierras cultivables" y durante periodo lombardo pasó a referir a la casa de un hombre libre (liber homo) con sus edificios circundantes y su huerta antes de ser el centro administrativo de las propiedades de un señor. Los asuntos agrícolas eran supervisados por un villicus y los domésticos unos por un ministerialis y ambos eran normalmente del siervos o aldii. Un noble, como el rey, tenía múltiples curtes, cada cual con su dominicum (el dominio o tierras del señorío, la propiedad original directamente administrada por los criados del señor) y su massaricium, las parcelas (mansi) poseías por el señor pero cultivadas por campesinos libres o siervos. Los curtis podían ser contiguos pero era normal que estuvieran separados en varios pueblos funcionando como unidad administrativa en vez de geográfica.
El propósito principal del Notitia era impedir la usurpación de tierras públicas por administradores locales. El primer requisito de un actor era para jurar sobre los Evangelios que "si descubría de cualquier cosa contra las ordenanzas,  haré saber [facio notitiam] al rey, de modo que el asunto sea resuelto." El término notitia indica un aviso escrito o informe, abarcando desde la propia ley escrita a una parte de esta. La ley declara que el gobierno estaba en posesión de una "lista de todos los territorios que comprendían aquellas propiedades". Cualquier compra de propiedad real por uno de los criados del rey debía ser confirmada por una carta real y los precios eran estipulados "en el edicto".

## Ediciones modernas
- Georg Pertz, ed. "Notitia de actoribus regis". Mon. Germ.Hist., Leges, IV: 180–82.